# 江南武备学堂
江南武备学堂由两江总督魏光焘在1903年创办于南京，后停办。毕业于江南武备学堂的部分人物有黄花岗起义总指挥赵声、总统府秘书长及蒙藏委员会委员长吴忠信、北伐军副总司令马锦春、陝西督军路禾父、陆军上将及湘军总司令叶开鑫、江浙联军总参谋长陶骏保等人。